# Vindula dorokusuna
Vindula dorokusuna är en fjärilsart som beskrevs av Hans Fruhstorfer 1899. Vindula dorokusuna ingår i släktet Vindula och familjen praktfjärilar. Inga underarter finns listade i Catalogue of Life.